# Palácio Branicki (Białystok)

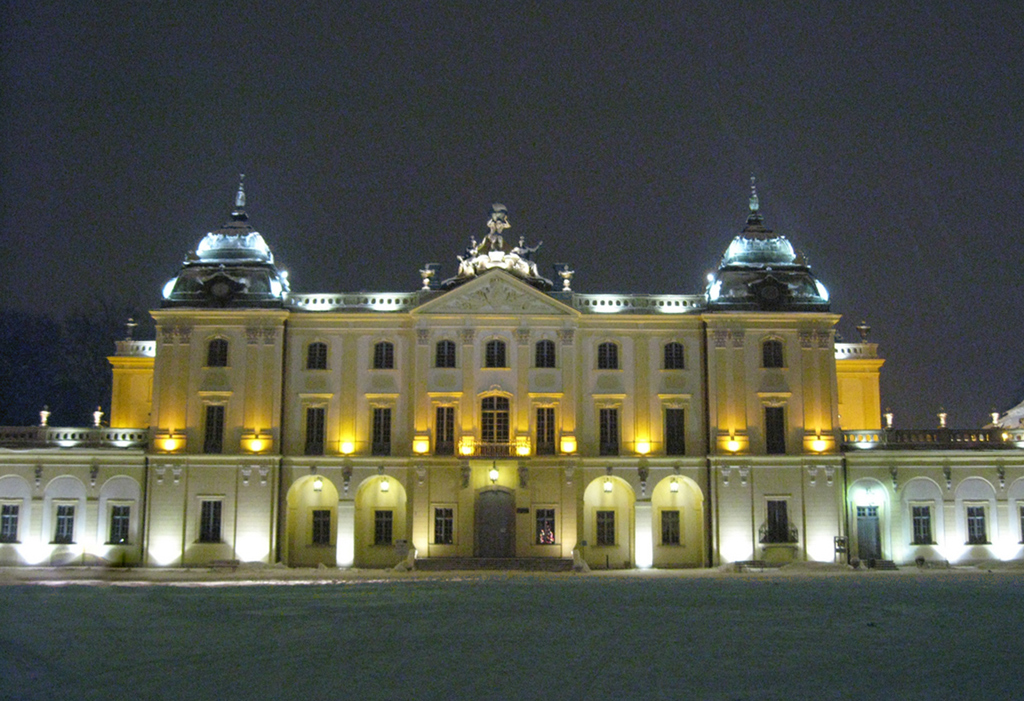
Vista frontal do Palácio Branicki em Białystok.

Palácio Branicki (polonês: Pałac Branickich) em Białystok, no nordeste da Polônia, o "Versailles da Podláquia," foi mandado construir pelo Conde Jan Klemens Branicki, Grão-Hetman e protetor das artes e das ciências, que transformou um edifício já existente na magnífica residência de um grande nobre polonês, rivalizando em beleza com o Palácio Wilanów em Varsóvia. Sua construção teve início em 1726 e está localizado na parte central da cidade de Bialystok, que no século XVIII não era um local populoso e se caracterizava por ter um mercado na forma triangular.

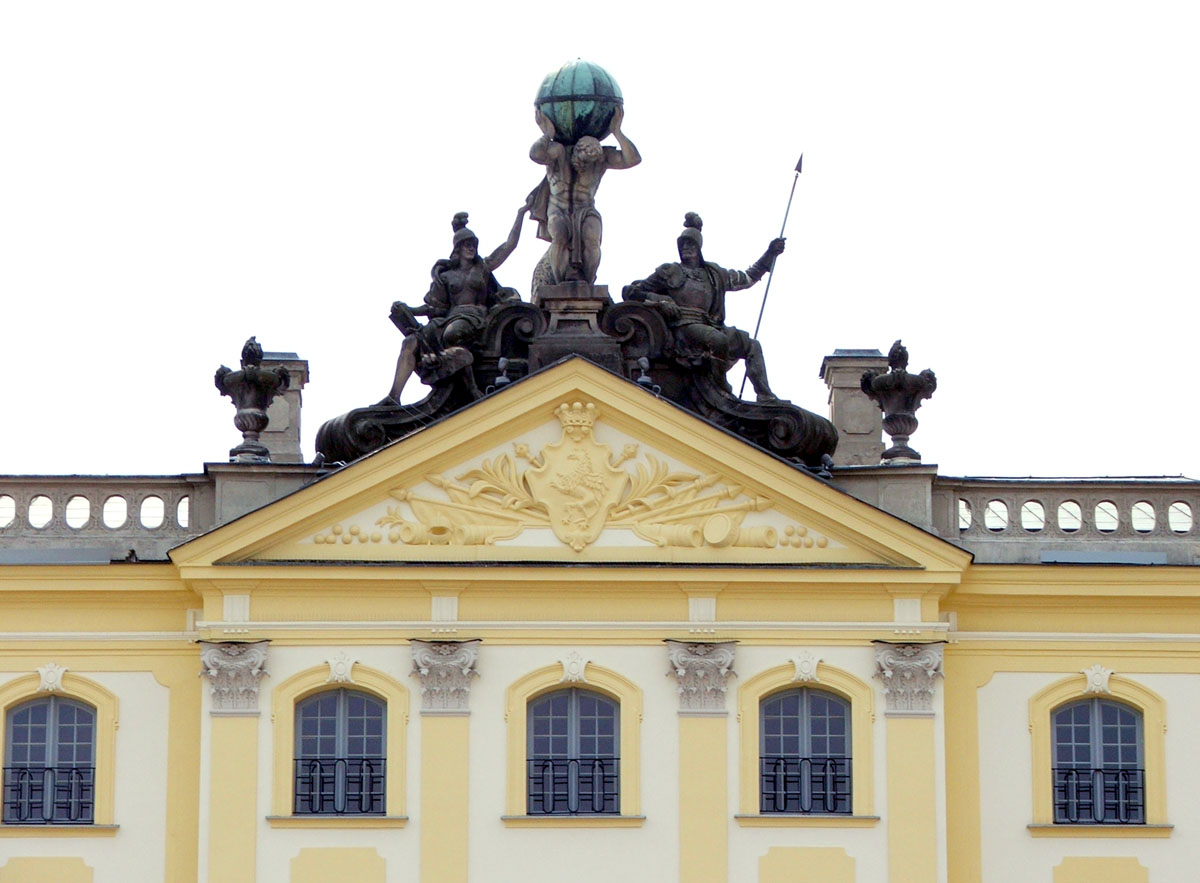
O brasão de armas dos Branickich. Mais ao alto, a escultura Grupo de Atlas.

Com a primeira partição da Polônia ele passou para o Reino da Prússia e, depois de 1807, para o Império Russo. O Palácio Branicki foi destruído pelos nazistas na Segunda Guerra Mundial. Após a guerra os poloneses o reconstruíram por uma questão de orgulho nacional. Atualmente, a Universidade de Medicina de Bialystok funciona no Palácio.
Uma longa avenida centrada no palácio cruza o rio Biebrza em uma ponte de três arcos. O bloco central tem dois andares com um frontão triangular trazendo o brasão de armas dos Branicki e o grupo escultural heróico de Atlas coroando tudo.
Cercando o Palácio estão os jardins. À frente do jardim tem um terraço elevado por colunas, de onde pode-se visualizar todo o trabalho de jardinagem no estilo francês com uma alameda central e esfinges francesas e um "jardim inglês" posterior no estilo naturalista associado com o parque inglês.
Outras construções laterais incluem o Arsenal (1755), o pomar e os pavilhões italiano e toscano.
A residência de verão dos Branicki ficava em Choroszcz.

## Galeria de imagens

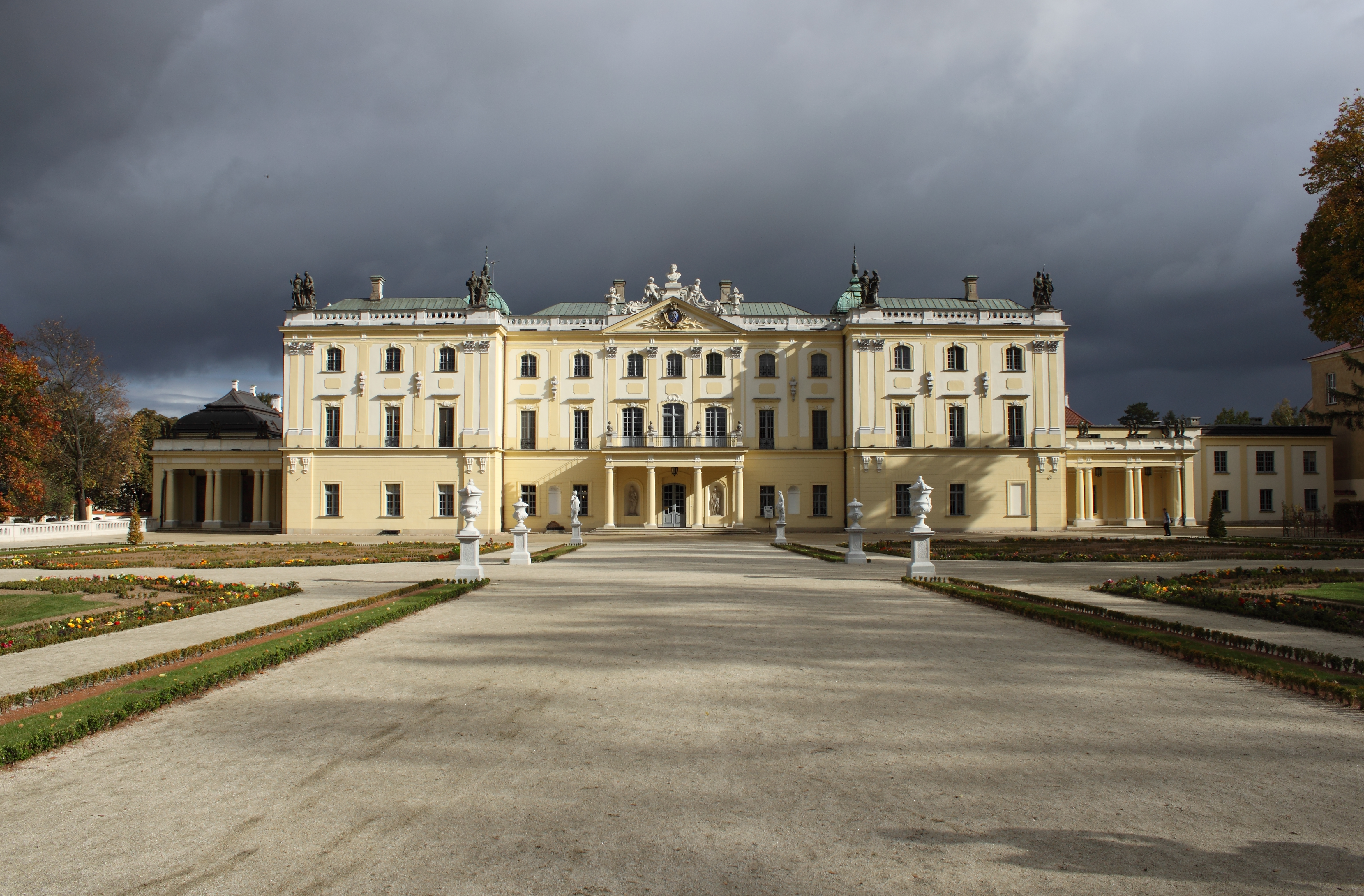
Entrada pelo lado dos fundos.
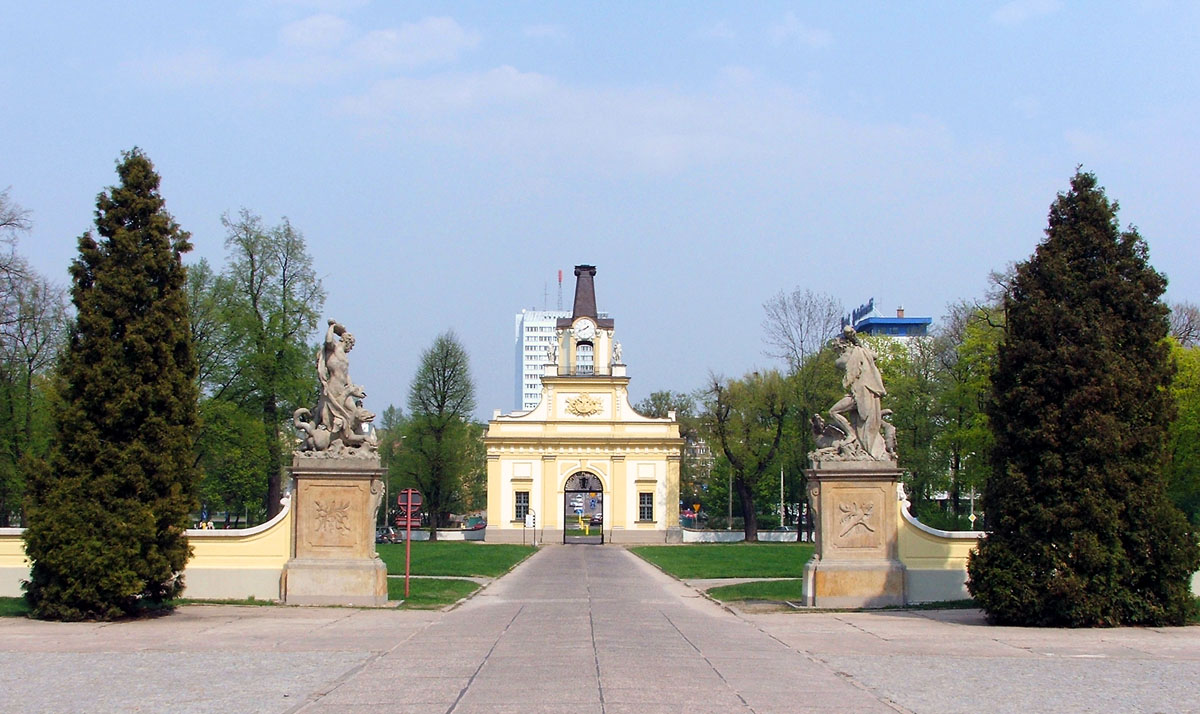
O portão Gryf.
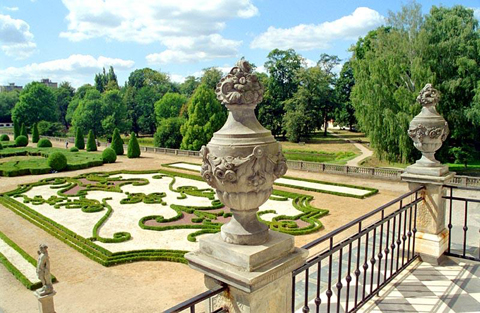
Jardim do lado dos fundos.
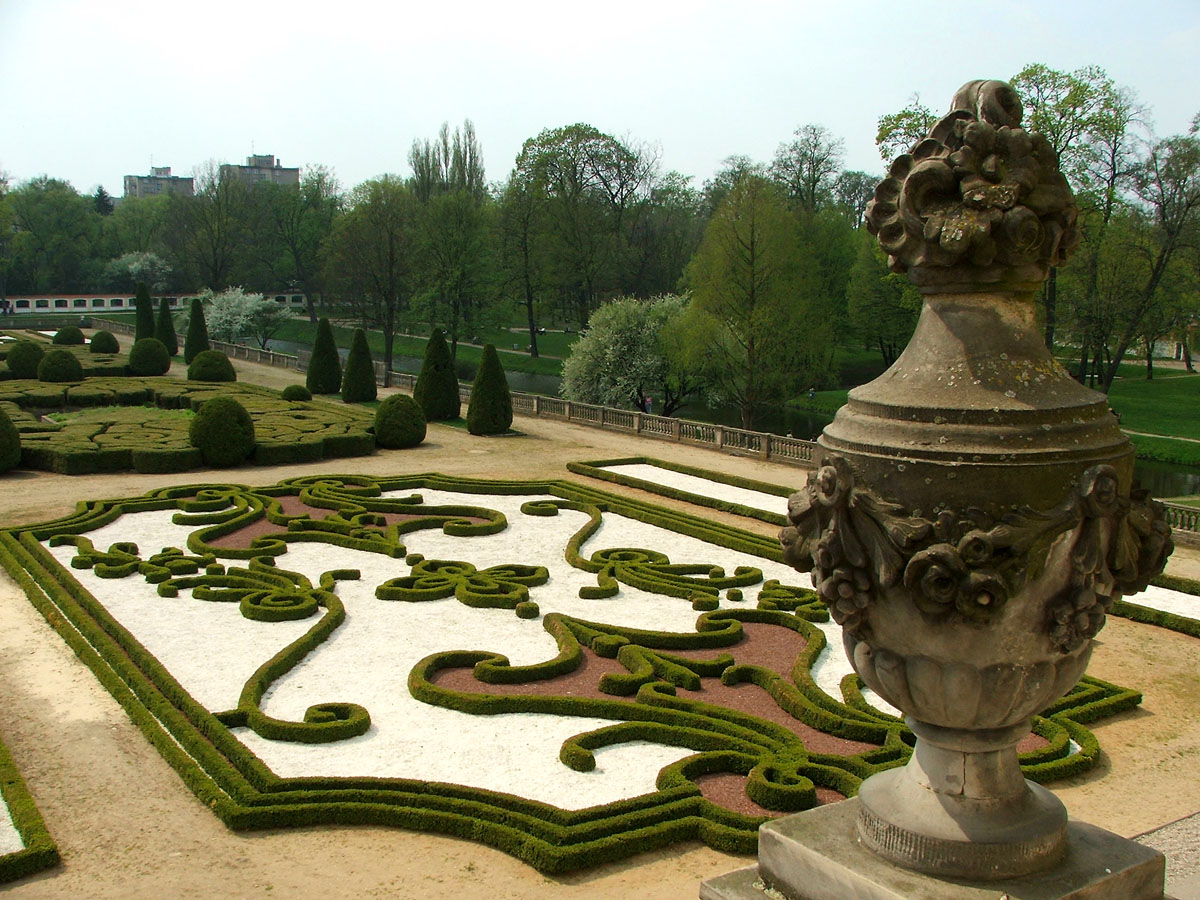
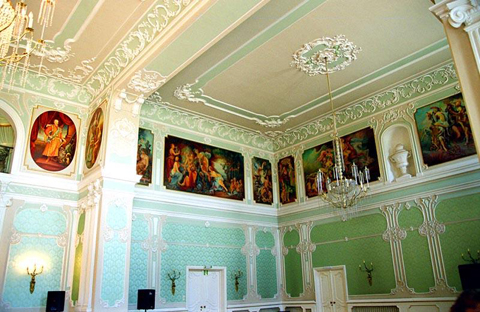
Detalhe do salão principal.
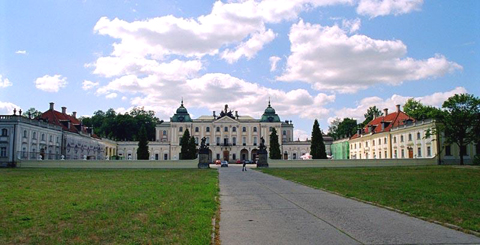
Vista frontal do Palácio Branicki em Białystok.